# Bacillus stearothermophilus
Bacillus stearothermophilusは、
2021年の時点では、ゲオバチルス・ステアローサモフィルス（Geobacillus stearothermophilus）と呼ばれる、55-60℃でよく生育する通性嫌気性細菌のことをいう。
食品加工時に急速な増殖を示す。